# مارال یازرلو
مارال یازرلو (زادهٔ ۱۸ نوامبر ۱۹۸۱) دارندهٔ رکورد جهانی موتورسواری، طراح مد، هنرمند، سخنران برنامه‌های انگیزشی و مدافع حقوق زنان اهل ایران است.
یازرلو ۲۷ آبان ۱۳۶۰ در کلارآباد، شهری در شمال ایران، متولد شد و تحصیلات خود را در ایران ادامه داد؛ وی در رشتهٔ مدیریت بازرگانی از دانشگاه کار تهران فارغ‌التحصیل شد. او در سال ۲۰۰۴ به هند مهاجرت کرد و تحصیلات خود را در دانشگاه پونا ادامه داد.
وی در سال ۲۰۱۸ با پیمودن ۲۵۰٬۰۰۰ کیلومتر به وسیلهٔ سوپربایک، رکورد مسافت طی شده توسط موتورسیکلت را از آن خود کرد و رسانه‌ها به او «ملکهٔ سوپربایک هند» دادند.
همچنین نام یازرلو در سال ۲۰۱۸ در فهرست ۱۰۰ زن بی‌بی‌سی قرار گرفت.